# Sobór Ikony Matki Bożej „Wszystkich Strapionych Radość” w San Francisco
Sobór Ikony Matki Bożej „Wszystkich Strapionych Radość” (ros. Cобор В честь иконы Божией Матери «Всех скорбящих Радосте», ang. Holy Virgin Cathedral) – prawosławny sobór w San Francisco, katedra eparchii San Francisco i zachodniej Ameryki Rosyjskiego Kościoła Prawosławnego poza granicami Rosji.
Parafia w San Francisco powstała w 1927. Prace budowlane nad funkcjonującą obecnie (XXI w.) świątynią zostały podjęte w 1961 i zakończone trzy lata później. Poświęcenie gotowej budowli miało miejsce 31 stycznia 1977. Autorem fresków we wnętrzu świątyni jest archimandryta Cyprian z monasteru Trójcy Świętej w Jordanville.
Jest to największa cerkiew Rosyjskiego Kościoła Prawosławnego poza granicami Rosji na terytorium Stanów Zjednoczonych.